# Allium pyrenaicum
Allium pyrenaicum är en amaryllisväxtart som beskrevs av Costa och Estanislao Vayreda y Vila. Allium pyrenaicum ingår i släktet lökar, och familjen amaryllisväxter. IUCN kategoriserar arten globalt som sårbar. Inga underarter finns listade i Catalogue of Life.

## Bildgalleri

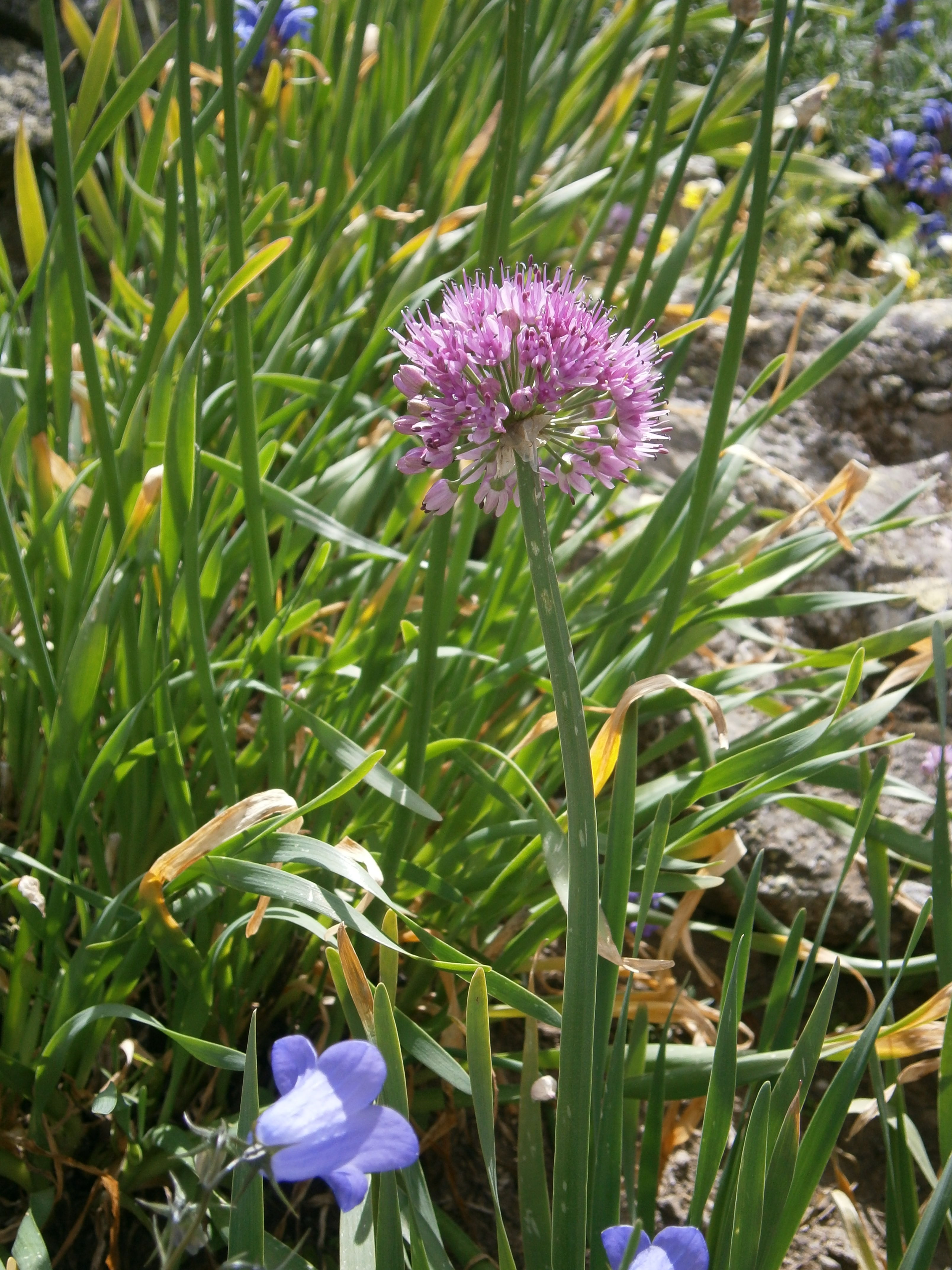